# Loi du partage
 (mars 2019).
Améliorez-le ou discutez des points à vérifier. 
La Loi du partage du 5 juin 1793 est une loi décrétée par la Convention nationale, prescrivant le partage égalitaire immédiat dans les successions. Elle fait suite aux lois de La Législative, qui comme elle décrète le partage obligatoire

## Historique
La notion de biens communaux existe dans l'histoire sous différente formes, déjà sous l'Empire romain, puis au Moyen Âge, par des concessions à titre gratuit ou onéreux des seigneuries laïques et ecclésiastiques. À partir du XVIe siècle, ses communaux sont usurpés par les seigneurs, et, non seulement le pouvoir royal ne réprime pas ces seigneurs, mais il leur donne en plus le pouvoir de triage.
Cette loi ne sera que peu suivie. Il y aura assez peu de partages surtout dans les régions montagneuses. Les historiens discutent beaucoup[réf. nécessaire] pour savoir si le partage était favorable aux pauvres, en les rendant propriétaires, ou si, au contraire il leur était défavorable, les lots trop petits ne leur permettant pas d'entretenir tous les animaux qu'ils envoyaient sur les paquis ou prés communaux.[réf. nécessaire]